# برومو ثلاثي فلورو الميثان
برومو ثلاثي فلورو الميثان (بالإنجليزية: Bromotrifluoromethane)‏، المعروف باسم هالون 1301، هو هاليد عضوي يملك الصيغة الكيميائية C Br F 3. يتم استخدامه لقمع الحرائق. بالنسبة لعوامل إخماد الحرائق الأخرى، مثل برومو كلورو ميثان، فهي أقل سمية بكثير.

## جدول الخصائص الفيزيائية
| خاصية                          | القيمة                        |
| ------------------------------ | ----------------------------- |
| درجة الحرارة الحرجة (T c )     | 66.9 درجة مئوية (340.08 كلفن) |
| الضغط الحرج (ص ج )             | 3.956 ميجا باسكال (39.56 بار) |
| الكثافة الحرجة (ρ ج )          | 5.13 mol.l −1                 |
| إمكانية استنفاد الأوزون (ODP)  | 10 ( CCl 3 F = 1)             |
| إمكانات الاحترار العالمي (GWP) | 6900 ( CO 2 = 1)              |

## الاستخدامات
تم تطوير هالون 1301 في مشروع مشترك بين الجيش الأمريكي ودوبونت في عام 1954، وتم تقديمه كعامل أنظمة ثابتة فعالة لإخماد الحرائق الغازية في الستينيات، وتم استخدامه حول المواد القيمة، مثل الطائرات وأجهزة الكمبيوتر المركزية ومراكز تبديل الاتصالات السلكية واللاسلكية، عادة في أنظمة الفيضانات الكلية. كما تم استخدامه على نطاق واسع في الصناعة البحرية لإضافة مستوى ثالث من الحماية إذا أصبحت مضخات الحريق الرئيسية والطارئة غير صالحة للعمل أو غير فعالة. لم يتم استخدام هالون 1301 على نطاق واسع في الأجهزة المحمولة خارج التطبيقات العسكرية والمركبات الفضائية، بسبب نطاقها المحدود والتفريغ غير المرئي. هالون 1301 مثالي للمركبات المدرعة والمركبات الفضائية، لأنه ينتج منتجات ثانوية سامة أقل مما ينتج هالون 1211، وهو أمر حاسم للقتال أو ظروف الفضاء حيث قد لا يمكن تهوية المقصورة على الفور.
التعرض للهالون 1301 في نطاق 5 إلى 7 بالمائة ينتج عنه تأثير ملحوظ، إن وجد. عند مستويات تتراوح بين 7 و 10 في المائة، قد تكون هناك تأثيرات خفيفة على الجهاز العصبي المركزي مثل الدوخة والوخز في الأطراف.
تعتبر أنظمة الهالون من أكثر أنظمة الحماية من الحرائق فاعلية وشائعة الاستخدام في الطائرات التجارية. هالون 1301 هو الوكيل الأساسي المستخدم في محرك الطيران التجاري، ومقصورات البضائع، ومناطق الحريق لوحدة الطاقة المساعدة. لم تسفر الجهود المبذولة لإيجاد بديل مناسب للهالون 1301 عن طريق بديل مقبول على نطاق واسع.